# Sycophila fici
Sycophila fici är en stekelart som först beskrevs av Joseph 1961.  Sycophila fici ingår i släktet Sycophila och familjen kragglanssteklar. Inga underarter finns listade i Catalogue of Life.